# Лукавац
Лукавац је градско насеље и сједиште истоимене општине у средњем току ријеке Спрече. Према прелиминарним подацима пописа становништва 2013. године, у Лукавцу је пописано 12.061 лица.

## Историја
Пронађени су остаци култура из бронзаног доба на брду Градина код Озрена који указују да је подручје ове општине било насељено још у праисторији.
Име Лукавац, које се сусреће и у другим крајевима Босне и Херцеговине, спомиње се у писаним документима 1528. године као Горњи и Доњи Лукавац, а у попису становништва из 1885. године спомиње се као Лукавац турски и Лукавац српски.

## Привреда
Интензиван развој овог града почиње након Другог свјетског рата. Тада се општина убрзано развија што доводи и до развоја производње, трговине, спорта и културе, као и до организовања људи у разне организације.
Најважнији дио туристичке понуде Лукавца везан је за акумулационо језеро Модрац и туристичко-угоститељске капацитете на језеру.

## Становништво
|                      | 2013.           | 1991.           | 1981.           | 1971.           |
| Укупно               | 12 061 (100,0%) | 12 647 (100,0%) | 10 597 (100,0%) | 8 613 (100,0%)  |
| Бошњаци              | 10 001 (82,92%) | 7 596 (60,06%)1 | 5 424 (51,18%)1 | 5 221 (60,62%)1 |
| Босанци              | 610 (5,058%)    | –               | –               | –               |
| Хрвати               | 361 (2,993%)    | 493 (3,898%)    | 651 (6,143%)    | 892 (10,36%)    |
| Срби                 | 273 (2,263%)    | 2 219 (17,55%)  | 1 905 (17,98%)  | 1 897 (22,02%)  |
| Роми                 | 229 (1,899%)    | –               | –               | –               |
| Неизјашњени          | 195 (1,617%)    | –               | –               | –               |
| Босанци и Херцеговци | 192 (1,592%)    | –               | –               | –               |
| Муслимани            | 95 (0,788%)     | –               | –               | –               |
| Остали               | 50 (0,415%)     | 399 (3,155%)    | 271 (2,557%)    | 221 (2,566%)    |
| Албанци              | 29 (0,240%)     | –               | –               | –               |
| Црногорци            | 8 (0,066%)      | –               | –               | –               |
| Југословени          | 5 (0,041%)      | 1 940 (15,34%)  | 2 346 (22,14%)  | 382 (4,435%)    |
| Словенци             | 5 (0,041%)      | –               | –               | –               |
| Непознато            | 4 (0,033%)      | –               | –               | –               |
| Македонци            | 3 (0,025%)      | –               | –               | –               |
| Турци                | 1 (0,008%)      | –               | –               | –               |

1. 1 На пописима од 1971. до 1991. Бошњаци су пописивани углавном као Муслимани.

## Познате личности
- Асим Бајрић, пјевач